# Bob Ferry
Robert Dean Ferry, detto Bob (Saint Louis, 31 maggio 1937 – Annapolis, 27 ottobre 2021), è stato un cestista, allenatore di pallacanestro e dirigente sportivo statunitense, professionista nella NBA.

## Carriera
Venne selezionato dai St. Louis Hawks come scelta territoriale del Draft NBA 1959.

## Palmarès

### Giocatore
- NCAA AP All-America Third Team (1959)

### General Manager
- Campionato NBA: 1

Washington Bullets: 1978

### Dirigente
- 2 volte NBA Executive of the Year (1979, 1982)

## Eredità
Era il padre di Danny, giocatore e dirigente NBA